# Франческето Чибо
Франческо, нар. „Франческето“ Чибо (на италиански: Francesco 'Franceschetto' Cybo; * ок. 1449/1450 в Неапол, Неаполитанско кралство, † 25 юли 1519 в Рим, Папска държава) от фамилията Чибо е незаконен син на папа Инокентий VIII. Той е граф на Латеранския дворец (1490), граф на Ферентило (1517), господар на Ангуилара и на Черветери (1490), Римски барон (1515), патриций на Флоренция, Неапол и Пиза (1488), патриций на Витербо (1516), губернатор на Рим (1487), генерал губернатор на папската армия (1487), херцог на Сполето (1513).

## Произход
Майка му е неаполитанска благородничка, а баща му – папа Инокентий VIII, т. е. Джовани Батиста Чибо (* 1432 † 1492). Наречен е Франческето заради малкия си ръст. Има поне още шест полубратя и полусестри, от които само той и Теодорина, съпруга на генуезеца Герардо Узодимаре, са официално признати.

## Биография

### Живот по време на папството на баща му
След избирането на баща му за папа през 1484 г. той го следва в Рим. Отдава се на любовни авантюри и хазарт, така че има финансови проблеми на няколко пъти. Баща му решава да го използва за политически съюзи и така на 25 февруари 1487 г. го жени чрез представител за дъщерята на Лоренцо Великолепни, Мадалена. Така Франческето става роднина на бъдещия папа Лъв X (Джовани Лоренцо де Медичи), брат на Мадалена. Заедно двойката получава като свой прерогатив Дворец „Паци“, конфискуван 20 години по-рано от отговорните за Заговора на Паци. Сватбата сбъдва амбициите и плановете както на папата, така и на Медичи, който официално дава на дъщеря си 4000 дуката като зестра.
Благодарение на баща си Инокентий VIII Франческето е облагодетелстван на няколко пъти да заема длъжности в Папската държава, като тази на Генерален капитан на църквата. През 1484 г. баща му го назначава за Граф на Ферентило – феод, който неговите потомци държат до 1730 г., а през 1488 г. става губернатор на Рим и на герба на Църквата. Официално Франческето е считан за племенник на папите, близко е до лостовете на властта и, оставайки изключен от важните игри, се опитва да получи услуги от един или друг, като в замяна дава обещания за благодарност, а понякога и компенсация. Освен това той получава от баща си, директно от държавната хазна, значителни суми пари. Въпреки това има непрестанни финансови проблеми, понеже е толкова пристрастен към хазарта, че успява да загуби 14 хил. дуката за една нощ.  
На 21 февруари 1490 г. чрез папска була той получава феодите Черветери и Ангуилара, без да се споменава в нея изплащането на значителна сума на графовете Ангуилара, които предявяват претенции върху тези земи, от Лоренцо де Медичи, който възнамерява по този начин да увеличи зестрата на дъщеря си. Франческето получава и титлата „Граф на Свещения Латерански дворец“. Той също така намира начин да увеличи доходите си, сключвайки договор с вицешамбелана, според който глоби, надвишаващи 150 дуката, ще бъдат прехвърляни на него.  
През септември 1490 г., при невярната новина за смъртта на болния си баща, Франческето се опитва да поеме контрол над Църковната хазна и над госта-затворник в Рим Джем – вторият син на султан Мохамед II, за да го преотстъпи срещу възнаграждение вероятно на Вирджинио Орсини, генерален командир на Фердинандо II Арагонски. Този инцидент не пропуска да остави отпечатък върху папската хазна, която е изчерпана от инвентаризация, направена навреме от някои кардинали.  
През март 1492 г. той отива да се срещне с Джовани де Медичи, неговият 13-годишен девер, който идва в Рим, за да бъде номиниран за кардинал. По този повод Франческето съставя, адресирайки ги до Медичите, поредица от съвети, които изглежда са в основата на известното писмо на Лоренцо Великолепни до сина му. През май е изпратен в Терачина, за да посрещне Фердинандо II Арагонски.  
Франческето поддържа отлични отношения със своя тъст Лоренцо Медичи. Престоят му във Флоренция и Тоскана е чест. В писмата, разменяни с Лоренцо, той успява да се справи не само със собствените си интереси, но и с проблеми от голямо значение, както когато през 1488 г. му се моли да говори с папата, за да го разубеди да поиска помощ от Франция. Отношенията му с неговия девер Пиеро II Злочестия обаче не са толкова добри. При смъртта на Лоренцо Великолепни през април 1492 г., след закъснение от страна на папата, който първоначално иска да изпрати Франческето като представител на Църквата и след това се отказва от тази си цел, той, като зет на велик покойник, тръгва към Флоренция и съобщава за пристигането си на Пиеро в рамките на десет дни. Пиеро обаче се обръща към посланика на Медичите в Рим, за да направи всичко възможно да разубеди Франческето да пътува.  

### Живот след смъртта на баща му
След смъртта на баща си Инокентий VIII през юли 1492 г. Франческето, който през май е станал пфалцграф, напуска Рим, където вече не е спокоен. Той първо намира убежище в Ангуилара, след това във Флоренция и накрая в Пиза. Понеже не се чувства сигурен, че може да запази феодите Ангуилара и Черветери, а също така и по съвет на Медичите, той ги продава на 3 септември 1492 г. за 40 хил. дуката на Вирджинио Орсини. Това е без знанието на папа Александър VI и събужда неговото недоволство. Продажбата е източник на силно напрежение между папата и краля на Неапол Фердинандо I. Всъщност чрез придобиването на тези укрепени градове, разположени на територията на Папската държава, Вирджинио Орсини, един от фаворитите на Фердинандо I, засилва влиянието на Неаполитанското кралство в околностите на Рим. Проблемът затихва през 1493 г. с плащането на папата на сума, равна на тази на покупката.   
По време на целия понтификат на Александър VI Франческето живее между Тоскана и Генуа – градът, от който семейството произхожда. Едва с избирането на папа Юлий II на 1 юли 1503 г., който е съюзник на семейството му, Франческето за завръща в Рим. Още когато бъдещият папа е кардинал, той му е дал назаем 10 хил. дуката, които Юлий никога не му връща.  
В Рим Франческето достига още по-добро положение, когато девер му Джовани де Медичи става папа с името Лъв X на 9 март 1513 г. Лъв прави първородния му син Иноченцо кардинал. Франческето получава от папата управлението на Херцогство Сполето, както и някои приходи от портите на Рим, които по-късно преотстъпва на канониците на Сан Джовани, получавайки от папата в замяна на 17 декември 1515 г. титлата „Граф на Ферентило“.  На 31 юли 1515 г. той става Римски барон, а през октомври 1916 г. – Благородник на Витербо.  
След пътуването си в Тунис Франческето умира през 1519 г. на около 69-годишна възраст в Рим. Погребан е в църквата „Свети Петър“, до гроба на баща си Инокентий VIII.

## Брак и потомство
∞ 25 февруари 1487 в Рим чрез представител и 20 януари 1488 г. лично за Мадалена де Медичи (* 25 юли 1473 във Флоренция; † 2 декември 1519 в Рим), втората дъщеря на Лоренцо де Медичи, господар на Флоренция, и на Клариса Орсини, както и сестра на бъдещия папа Лъв X. От нея има трима сина и пет дъщери:
- Лукреция Чибо  (* 1489, † 1492), кръстена на 4 януари 1490 г. от Родриго Борджа – бъдещият папа Александър VI
- Клариса Чибо (* 1490, † 1492), родена недъгава, умира като дете
- Иноченцо Чибо (* 25 август 1491 във Флоренция, † 23 септември 1550 в Рим), кардинал от 23 септември 1513, архиепископ на Сейнт Андрюс и Единбург (13 окт. 1513 – 1514), Генуа (11 май 1520), Безие (3 окт. 1536) и Месина (14 юни 1538), епископ на Марсилия (11 окт. 1517 – 12 януари 1530), Алерия (Корсика) (19 юни 1518 – 1519), Вентимиля (27 юли 1519 – юни 1519), Торино (4 юли 1520 – юни 1548), Волтурара (10 окт. 1526 – окт. 1526), Мариана и Аячо (Корсика) (20 март 1531 – 1 дек. 1531), Тропеа (февр. 1538 – 14 юни 1538), абат комендатор на „Сан Паоло д'Арно“ в Пиза (1505), „Сам Саба“ в Рим (1520), „Сан Сиро“ в Генуа (1520 – 1529) и „Сен Витор“ в Марсилия (1522), папски легат в Болоня (11 януари 1523), губернатор и регент на Флоренция (22 окт. 1532 – март 1533), регент на Маса и Карара (20 март – 27 юни 1547).
- Елеонора Чибо (* 1499 във Флоренция, † 1557 в Генуа), бенедиктинска монахиня, игуменка на манастира „Санта Мария“ в Генуа.
- Лоренцо Чибо (* 20 юли 1500 в Сампиердарена (Генуа), † 14 март 1549 в Пиза), граф на Ферентило, губернатор и кастелан на Сполето (23 дек. 1519), вечен губернатор на Ветрала, Монтеджове и Джано (1529), губернатор на Витербо (май 1532), губернатор на Пиза (1534), генерал на Папската армия (1520), генерален командващ на Папските армии (22 юни 1530); ∞ 14 май 1520 за Ричарда Маласпина (* 1497 в Маса, + 16 юни 1553 в Бани ди Лука), маркиза на Маса, господарка на Карара, дъщеря на Антонио Алберико II Маласпина, маркиз на Маса, господар на Карара, от която има 2 сина и 1 дъщеря. Има и 2 извънбрачни деца. През 1520 г. приема фамилията „Чибо-Маласпина“.
- Катерина Чибо (* 13 септември 1501 във Флоренция, † 17 февруари 1557, пак там), ∞ юли 1520 във Флоренция за Джовани Мария Да Варано (* 1481 Камерино † 1527 пак там), херцог на Камерино
- Иполита Чибо (* 1503 във Флоренция † 1503 в Колорно), ∞ 1522 за Роберто Амброджо да Сансеверино († март 1532 в Бусето), маркиз на Колорно, граф на Каяцо и господар на Бобио
- Джовани Батиста Чибо (* 6 май 1505 в Рим, † 15 март 1550 в замък Син, Прованс), епископ на Марсилия (12 януари 1530), абат комендатор на „Сан Сиро“ в Генуа (1529). Има една извънбрачна дъщеря.